# سیارک ۹۳۶۲
سیارک ۹۳۶۲ (به انگلیسی: 9362 Miyajima، نامگذاری:1992FE1) نه هزار و سیصد و شصت و دومین سیارک کشف شده‌است که در ۲۳ مارس ۱۹۹۲ کشف شد.
قدر مطلق سیارک برابر ۳۷.۱ است.